# Palais Giraud-Torlonia
Pour les articles homonymes, voir Giraud.
Ne doit pas être confondu avec Palais Nuñez-Torlonia.
Le palais Giraud-Torlonia (anciennement palais Castellesi) est un monument Renaissance situé Via della Conciliazione, l'une des plus célèbres artères de Rome en Italie dans le quartier de Borgo.

## Historique

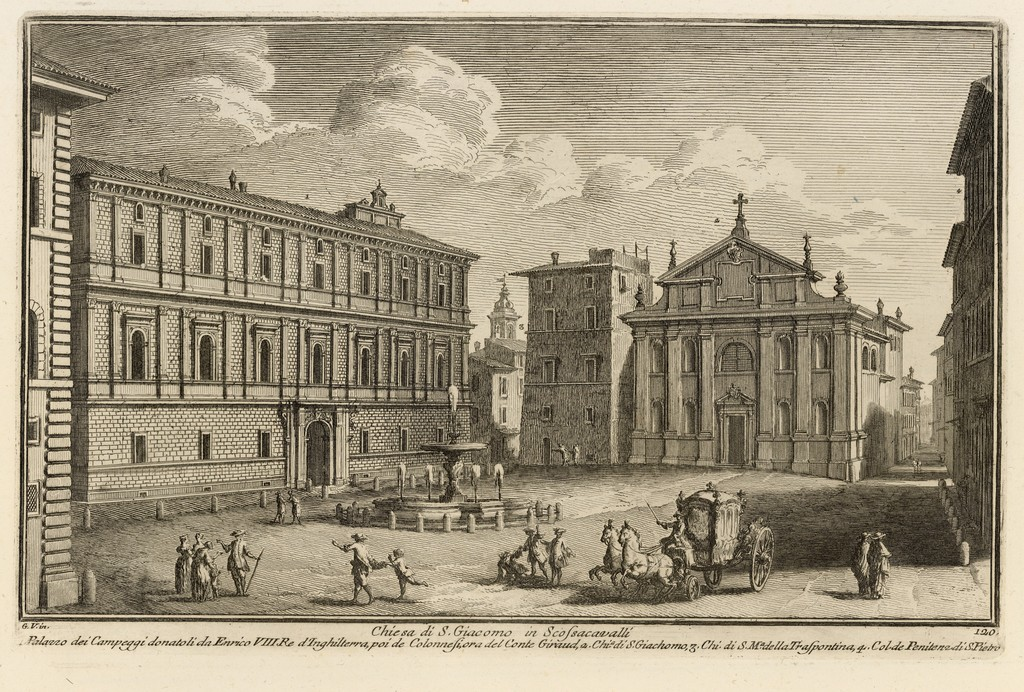
Iconographie du XVIIIe siècle.

Le bâtiment fut édifié au début du XVIe siècle pour le compte du cardinal Adriano di Castello. Le palais fut dénommé Palazzo Castellesi. L'architecture de style Renaissance est attribuée aux architectes italiens Bramante et Andrea Bregno. L'édifice s'élevait sur l'ancienne place Scossacavalli, avant l'ouverture de la Via della Conciliazione. Le palais Giraud-Torlonia fait face à un autre monument romain, le palais Della Rovere.
Le palais changea plusieurs fois de propriétaires. Après le cardinal Castello, s'installa, au cours du XVIIe siècle, la puissante famille Borghese. Plus tard, au XVIIIe siècle, une riche famille de banquiers d'origine française, les Giraud, dont l'un des membres, le cardinal Bernardino Giraud, en devint propriétaire. En 1820, les Giraud laissèrent la place à la riche famille Torlonia.
Le 22 novembre 2002, l'infante d'Espagne, Béatrice de Bourbon et Battenberg, fille du roi Alphonse XIII et de la reine Victoire-Eugénie, et femme de don Alessandro Torlonia, est morte dans la palais Giraud-Torlonia.

## Caractéristiques
Le bâtiment Giraud-Torlonia est une réinterprétation du palais Rucellai de Leon Battista Alberti et du palais de la Chancellerie. Construit dans le style Renaissance, il présente un premier étage noble avec des écoinçons encadrant les fenêtres. La pierre de taille utilisée pour la maçonnerie de la façade est le travertin.